# The Ting Tings
A The Ting Tings egy angol indie-pop duó, melynek tagjai Jules De Martino (dob, vokál) és Katie White (ének, gitár, basszusdob). Eredetileg Leigh-ből származnak. A zenekar 2007-ben, Salfordban alakult. Eddig három kislemezt jelentettek meg a Columbia Records lemezcég által kiadott debütáló albumukról. Az első, bemutatkozó kislemez a "That's Not My Name" 2008 május 12-én látott napvilágot, majd rögtön a brit kislemezlista első helyére kúszott. Első, We Started Nothing című albumuk ugyanebben az évben, május 19-én jelent meg, és szintén az első helyig jutott Angliában. Első magyarországi fellépésükre a 2009-es Sziget Fesztiválon került sor 2009. augusztus 13-án.

## Korai évek
Katie White Manchesterben, Leighben nőtt fel. Először egy tinédzserlányokból álló zenekarban, a TKO nevű formációban tűnt fel. A zenekar Katie-ből és két barátnőjéből, Joanne Leetonból és Emma Lallyból állt. A TKO olyan zenekarok előzenekaraként szerepeltek mint a Steps és a Five, de sosem kaptak lemezszerződést és csak egyetlen, digitális kislemezt jelentettek meg.
A londoni születésű Jules De Martino egy Babakoto nevű keresztény zenekarban kezdte meg karrierjét, akikkel 1987-ben "Just To Get By" címmel egy kislemezt is megjelentettek. Miután a Babakoto feloszlott,  De Martino egy Mojo Pin nevű indie-rock formáció énekese lett. A Mojo Pin két kislemezt is megjelentetett, elsőként a "You" című dalt 1995-ben, majd a "My Imagination" című szerzeményt 1996-ban.
De Martino még a TKO feloszlása előtt ismerte meg jelenlegi zenésztársát, Katie White-ot. Pár hónappal később a páros egymásba botlott, majd De Martino Manchesterbe költözött, ahol együtt alapították meg a Portishead által inspirált zenekart, a Dear Eskiimo-t. Le is szerződtek a Mercury Records lemezcéghez, de a lemezcéggel és a menedzsmenttel való folytonos nézeteltéréseik miatt újra feloszlottak.
Eme korai tapasztalatok megformálták White és De Martino véleményét a zeneiparról, majd létrehozták a The Ting Tings nevű formációt, amiben már közös zenei ízlésük stílusában játszottak. A zenekar privát partikat adott Salfordban, az Islington Millben. A Millben adott kisebb koncertek után a sikerek nem maradtak el - a koncertekre hamarosan még az amerikai származású Rick Rubin (aki régebben a Red Hot Chili Peppersszel is együtt dolgozott) és Johnny Cash is jegyet váltott.

## Albumok

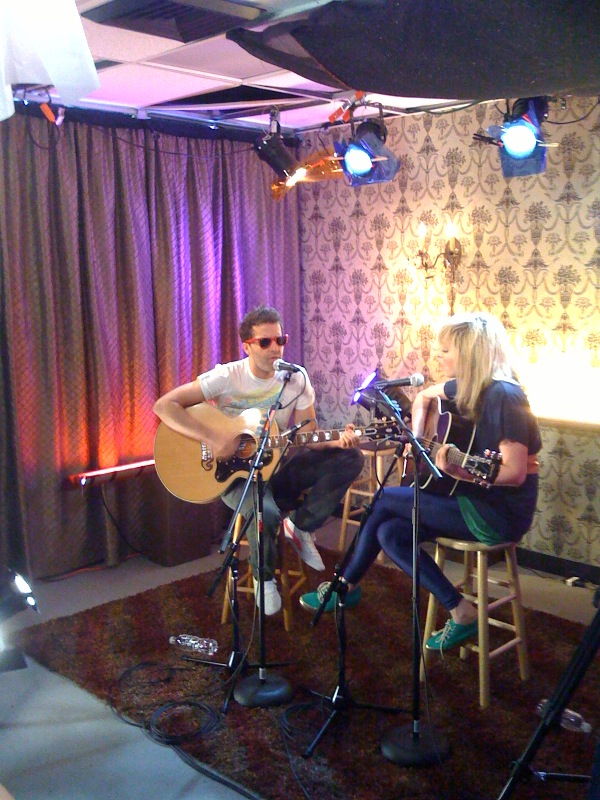
A Ting Tings stúdiófelvétel közben

### We Started Nothing
A debütáló album 2008. május 19-én jelent meg, amely az Egyesült Királyságban első, Ausztráliában 22., Írországban harmadik, Svédországban 28., az Egyesült Államokban pedig 78. lett az eladási listákon.
Angliában közel félmillió példány kelt el belőle, míg az Egyesült Államokban is egy szép eredménnyel - közel 100.000 eladott példánnyal büszkélkedhet a zenekar. A 'We Started Nothing' az Egyesült Királyságban már aranylemez.
Az albumból 2000 példányszámra korlátozott vörös bakelitek is készültek, melyek ma már nehezen beszerezhetők.

### Sounds from Nowheresville
A második album felvételei 2009. októberében kezdődtek meg Berlinben. Több hónapnyi munka után az együttes készen állt a számok a vokáljaival, így visszamentek Angliába, ahol befejezték a felvételeket.
2010 októberében megjelent az első kislemez, a "Hands", amelyet Katie és Jules írtak és Calvin Harris kevert.
2011 novemberében debütált a Bag Raiders által remixelt "Silence" című szám klipje. Annak ellenére hogy a számhoz készült klip, a szám nem lett kiadva kislemezként.
A teljes lemez először február 24. jelent meg, Németországban, Írországban és Ausztráliában. Három napra rá a lemez megjelent Nagy-Britanniában is. Március végére már világszerte elérhető volt a lemez.
Annak ellenére hogy a "Hands" egy sikeres kislemez lett, az albumon nem kapott helyet, csak a Deluxe változatán.
A lemezt vegyesen fogadták. Míg néhány kritikus maximális pontszámokat adott, addig néhány minimálisat.
A lemez megjelenése óta több szám is single lett, illetve a "Hit Me Down Sonny"hoz készült egy élő koncertfelvétel és a "Soul Killing"hez egy klip, ami viszont még nem került bemutatásra. Az együttes hivatalos közösségi oldalain kijelentette, hogy a "Soul Killing" klip teljesen kész van és hamarosan meg is jelenik.

## Kislemezek
- 2008 március: Great DJ (Legmagasabb helyezés: 33.)
- 2008 május: That's Not My Name (Legmagasabb helyezés: #1)
- 2008 július: Shut Up and Let Me Go (Legmagasabb helyezés: 6.)
- 2008 október: Be The One (Legmagasabb helyezés: 28.)
- 2009 február: We Walk (megjelenés: Február 23.)
- 2010 október: Hands
- 2011 december: Hang it Up
- 2012 május: Hit Me Down Sonny